# John Mark McMillan
John Mark McMillan (27 de noviembre de 1979 -) es un compositor y músico dentro de la industria de la música cristiana en los Estados Unidos.

## Carrera artística
En el año 2002, lanzó su primer álbum debut Hope Anthology, Volume 1. En el año 2005 lanzó la The Song Inside: The Sounds Of Braking Down, que incluía la canción "How He Loves". La canción fue un éxito a pesar del lanzamiento independiente del álbum, y ha sido interpretada por varios artistas conocidos dentro de la industria de la música cristiana, incluyendo a la David Crowder Band.
La canción tiene un significado sentimental para McMillan, quien la escribió luego de la muerte de un querido amigo que, durante una reunión de personal de la iglesia, oro en voz alta "Si sacudiera la juventud de la nación, daría mi vida hoy." McMillan se despertó en medio de esa misma noche por una llamada telefónica; su amigo había muerto en un accidente de auto. La canción tomó más de un año en llegar a la superficie de la vanguardia cristiana, pero que ha pasado a convertirse en una canción de culto comúnmente pasada en la radio cristiana y en todas las organizaciones de la iglesia. Se asoció brevemente con Integrity Music y lanzó The medicine y relanzó a The Song Inside: The Sounds Of Breaking Down a través de ellos.
McMillan lanzó Boerderline a través de su sello de discos independiente Lionhawk Records después de una exitosa campaña puntapié donde estuvo cerca de lograr doblemente la meta. El álbum debutó en el número 41 de la tabla Billboard y en el número 4 de la lista Top Christian Album de Billboard.

## Vida personal
Los padres de McMillan son Robert "Robin" Agnew McMillan y Donna Bogs Wilson McMillan, y es el mayor de cuatro hermanos. Tiene dos hermanos más jóvenes, Christopher Robin y Andrew Wilson seguidos por su única hermana Mary Kathryn. El creció yendo a la iglesia y es un cristiano desde largo tiempo.
Está casado con Sarah Kathryn McMillan (apellido de soltera: Williams) que es de Vidalia, Geogia.

## Discografía
- 2002: La esperanza Anthology, Volume 1
- 2005: La canción dentro de los sonidos de romper
- 2008: La Medicina (Independiente)
- 2010: La Medicina (Integrity Media)
- 2011: Economía (Integrity Media)
- 2014: Borderland (Lionhawk Records)
- 2015: Ustedes son la avalancha (EP) (Lionhawk Records)